# هيروكي يامادا
هيروكي يامادا (باليابانية: 山田 大記) (مواليد 27 ديسمبر 1988) هو لاعب كرة قدم ياباني يلعب حاليا لصالح نادي كارلسروه في بوندسليغا 2. يلعب مع منتخب اليابان لكرة القدم منذ عام 2013.

## وصلات خارجية
- هيروكي يامادا على موقع رابطة كرة القدم اليابانية للمحترفين (اليابانية)
- هيروكي يامادا على موقع قاعدة بيانات كرة القدم.إي يو (الإنجليزية)
- هيروكي يامادا على موقع بيانات كرة القدم. دي إي (الألمانية)
- هيروكي يامادا على موقع ناشيونال فوتبول تيمز (الإنجليزية)
- هيروكي يامادا على موقع Soccerway.com (الإنجليزية)
- هيروكي يامادا على موقع عالم كرة القدم.نت (الإنجليزية)

- National Football Teams
- Japan National Football Team Database